# Karen Alexander (zangeres)
Karen Alexander (1946) is een Amerikaanse singer-songwriter die in de jaren zeventig enig succes had.

## Carrière
Karen werd geboren in Los Angeles, Californië, en groeide op in een van de buitenwijken van Hollywood. Ze kwam uit een muzikale familie. In 1965 trouwde ze met Esfandiar Bahrampour, een Iraanse architect, en verhuisde naar Teheran. Af en toe reisde ze voor een lang bezoek terug naar de Verenigde Staten.
Tijdens een van deze reizen kocht ze een gitaar en begon liedjes te schrijven. Als eerste stap in haar zangcarrière begon ze te zingen in clubs. Hoewel het in Iran niet gebruikelijk was voor vrouwen om te zingen bleef ze er liedjes schrijven en stuurde ze haar geluidsbanden naar Amerika. Begin jaren zeventig kreeg ze een platencontract bij Asylum Records, en voordat ze haar eerste album opnam verscheen ze als achtergrondzangeres op albums van Maria Muldaur en Wendy Waldman. Haar eerste album was Isn't It Always Love (1975). Ze schreef alle liedjes zelf, behalve het titelnummer, dat van Karla Bonoff was. Haar liedjes hadden een up-tempo ritme en onderhoudende teksten, bestaande uit een mix van herinneringen uit haar kindertijd (Brown Shoes, Fish in the Sea, Home to California) tot observaties met een internationale smaak (Hotel, Russian Lady, Baghdad Ragman). Het album klonk als het werk van een ervaren muzikant, maar in feite was elk nummer een leerproces voor haar. Omdat Alexander zwanger was en de meeste tijd in Iran woonde was er weinig gelegenheid om het album te promoten. Drie jaar later nam ze haar tweede album op, Voyager (1978). Dit album had een rockinstrumentatie, een meer melancholische sfeer en het tempo van de meeste nummers was langzamer dan op haar eerste album. Later zou ze zeggen: "Ik hield niet van die liedjes. En het was een arbeidsintensieve, ellendige ervaring. Het was moeilijker."
In Teheran had ze een baan bij CBS Records, maar de Iraanse revolutie werd steeds vijandiger tegenover het westen. Het CBS-kantoor in Teheran sloot en Karen Alexander verloor haar baan. Uiteindelijk werd de situatie te gevaarlijk en vluchtte Karen in 1979 met haar familie. In Amerika verhuisden ze eerst naar Portland (Oregon) en later naar Palo Alto (Californië). Toen ze naar Berkeley (Californië) verhuisden werd haar man ziek. Hij overleed in 2010. Ze begon nu jazzy liedjes te schrijven die aanvankelijk beïnvloed werden door haar verdriet. Uitgebracht heeft ze die liedjes nog niet.

## Discografie
- Isn't It Always Love (1975, Asylum Records)
- Voyager (1978, Elektra Records)

## Covers
- Het nummer A Little Bit More van haar eerste album werd gecoverd door The Chenille Sisters en door Julie Covington.[2][3]
- Twiggy nam haar liedjes Fish in the Sea en Brown Shoes op.